# If I Had a Million
If I Had a Million és una pel·lícula d'antologia pre-Codi del 1932 produïda per Paramount Studios i protagonitzada per Gary Cooper, George Raft, Charles Laughton, W.C. Fields, Jack Oakie, Frances Dee i Charlie Ruggles, entre d'altres. Hi havia set directors: Ernst Lubitsch, Norman Taurog, Stephen Roberts, Norman Z. McLeod, James Cruze, William A. Seiter i H. Bruce Humberstone. Lubitsch, Cruze, Seiter i Humberstone van ser responsables d'una única vinyeta, Roberts i McLeod en van dirigir dues cadascun, i Taurog va ser l'encarregat del pròleg i l'epíleg. Els guions van ser escrits per molts escriptors diferents, i Joseph L. Mankiewicz hi va fer una gran contribució. If I Had a Million està basada en una novel·la de Robert Hardy Andrews.
Un ric home de negocis moribund interpretat pel veterà actor Richard Bennett decideix deixar els seus diners a vuit desconeguts. Gary Cooper, Charles Laughton, George Raft, May Robson, Charles Ruggles i Gene Raymond són alguns dels afortunats beneficiaris.
La sèrie de televisió de la dècada de 1950 The Millionaire es va basar en un concepte similar.

## Trama
El moribund magnat industrial John Glidden (Richard Bennett) no pot decidir què fer amb la seva riquesa. Ell menysprea els seus familiars amb fam de diners i creu que cap dels seus empleats és capaç de dirigir les seves diferents empreses. Finalment, decideix donar un milió de dòlars a cadascuna de vuit persones escollides a l'atzar d'una guia telefònica abans de morir, per evitar que la seva voluntat sigui impugnada. (El primer nom seleccionat és John D. Rockefeller, que es rebutjat ràpidament.)

### China Shop
- Dirigida per Norman Z. McLeod

Henry Peabody (Charles Ruggles) és infeliç, tant a la feina com a casa. Comptable ascendit a venedor d'una botiga de porcellana, Henry continua trencant la mercaderia, la qual cosa significa que el seu "augment" fa que porti menys diners a casa que abans, cosa de la que la seva dona (Mary Boland) se n'adona ràpidament. Després que Glidden li doni un xec certificat, Henry arriba tard a la feina i després procedeix a destruir alegrement la mercaderia.

### Violet
- Dirigida per Stephen Roberts

La prostituta del bar Violet Smith (Wynne Gibson) es registra a la suite d'hotel més cara que pot trobar, es despulla provocativament i s'enfonsa en un llit sumptuós, i se'n va a dormir... sola.

### The Forger
- Dirigida per H. Bruce Humberstone

Eddie Jackson (George Raft) evita l'arrest per intentar cobrar un xec falsificat. Amb el seus antecedent,s si fos atrapat, suposaria una cadena perpètua a la presó. Quan Glidden li presenta el seu xec, Eddie està encantat... al principi. No obstant això, no s'atreveix a mostrar la seva cara en un banc, i cap dels seus col·laboradors criminals creu que el xec és genuí. Desesperat per marxar de la ciutat i amb una necessitat desesperada de dormir, l'home sense diners dona el xec com a seguretat d'un llit de 10 cèntims en un flophouse. El gerent truca en secret a la policia per endur-se el que creu que és un boig, i utilitza el xec per encendre el seu cigar.

### Road Hogs
- Dirigida per Norman Z. McLeod

L'ex-intèrpret del vodevil Emily La Rue (Alison Skipworth) està molt contenta amb la seva vida, gestionant el seu saló de te amb l'ajuda de la seva parella, l'ex malabarista Rollo (W. C. Fields). Només falta una cosa perquè la seva satisfacció sigui completa, i se li lliura aquell mateix dia: un cotxe nou. Tanmateix, quan el treuen per conduir, es trenca quan un altre conductor ignora un senyal de parada. La dona desconsolada torna al seu saló de te, on la troba Glidden.
Ella troba una manera inventiva de gastar part de l'inesperat. Ella i Rollo compren vuit cotxes usats i lloguen conductors. Tots surten a la carretera en una llarga processó. Quan es troben amb un senglar desconsiderat, l'Emily i el Rollo immediatament van a la seva persecució i xoquen contra l'automòbil de l'ofenedor. Després canvien a un dels seus cotxes de recanvi i repeteixen el procés, fins que es queden sense cotxes. Al final del dia, l'Emily compra un altre cotxe nou, però també es destrueix en una col·lisió amb un camió. No importa. L'Emily li diu a Rollo que ha estat "un dia gloriós".
Aquesta seqüència va ser una de les quatre escrites per Joe Mankiewicz, i conté una referència a la seva ciutat natal Wilkes-Barre, Pennsilvània.

### Death Cell
- Dirigida per James Cruze

El presoner John Wallace (Gene Raymond) ha estat condemnat a la cadira elèctrica per matar algú durant un robatori. Després d'una conversa plorosa amb la seva dona Mary (Frances Dee), Glidden el visita a la seva cel·la. En John està segur que la seva nova riquesa el salvarà, però és massa tard. És executat aquell mateix dia, malgrat les seves protestes.

### The Clerk
- Dirigida per Ernst Lubitsch

Quan l'oficinista Phineas V. Lambert (Charles Laughton) rep el seu xec per correu, mostra poca emoció. Simplement deixa el seu escriptori, puja tranquil·lament les escales fins al despatx del secretari del president de l'empresa, després al despatx del secretari particular, i finalment truca a la porta del mateix president. Quan és ingressat, Phineas fa el petarrelleig al seu antic cap i se'n va.

### The Three Marines
- Dirigida per William A. Seiter

Glidden troba al marine Steve Gallagher (Gary Cooper) i els seus bons amics Mulligan (Jack Oakie) i O'Brien (Roscoe Karns) arrestat per colpejar el seu sergent. Tanmateix, quan Glidden li dona el xec a Gallagher, Gallagher s'adona que és el dia dels innocents i suposa que és una broma.
Quan els tres homes són alliberats, es dirigeixen immediatament cap a un lloc de dinar proper per veure la Marie (Joyce Compton), la bonica cambrera. Tots volen portar-la al carnaval, però cap d'ells té diners. Aleshores, Gallagher recorda el seu xec i que en Zeb (Lucien Littlefield), el propietari de l'estand, és analfabet. Li diu a Zeb que el xec és de 10 dòlars i fa que Zeb l'efectuï. Ell i la Marie es dirigeixen al carnaval, però Gallagher no es pot desempallegar dels seus amics. Aleshores, Mulligan es veu embolicat en una baralla, els seus camarades s'hi uneixen i el trio acaba tornant a la palissada. A través de les reixes, veuen bocabadats com un Zeb, vestit de luxe, surt d'una limusina, escortant una Marie igualment ben vestida.

### Grandma
- Dirigida per Stephen Roberts

L'última beneficiària és Mary Walker (May Robson), una de les moltes dones gran infeliç destinades a una casa de descans dirigida per la senyora Garvey (una Blanche Friderici no acreditada). La senyora Garvey és una petita tirana que fa complir les seves regles amb rigor, per a disgust dels seus subordinats, especialment la desafiant Mary. Mary fa servir els seus diners per donar la volta a la situació. Paga a la senyora Garvey i a la resta del personal perquè moguin les mecedores mentre ella i els altres residents s'ho passen de meravella fent festa i ballant amb els seus amics.
L'esperit de Mary fins i tot revigoritza John Glidden. Glidden ignora el seu metge i espera passar temps amb Mary.

## Repartiment (en ordre de crèdits)
- Gary Cooper com a Steve Gallagher
- Charles Laughton com Phineas V. Lambert
- George Raft com a Eddie Jackson
- Jack Oakie com el soldat Mulligan
- Richard Bennett com a John Glidden
- Charles Ruggles com a Henry Peabody
- Alison Skipworth com a Emily La Rue
- W. C. Fields com Rollo La Rue
- Mary Boland com la senyora Peabody
- Roscoe Karns com el soldat O'Brien
- May Robson com la senyora Mary Walker
- Wynne Gibson com a Violet Smith
- Gene Raymond com a John Wallace
- Frances Dee com a Mary Wallace
- Lucien Littlefield com a Zeb - Propietari de l'estand d'hamburgueses
- Joyce Compton com a Marie - cambrera
- Cecil Cunningham com a amiga d'Emily La Rue
- Mai Wells com a resident a Idylwood (sense acreditar)

## Recepció
La revisió de The New York Times la va considerar "un entreteniment inusualment bo elaborat amb autèntica imaginació i originalitat, excepte possiblement un interludi (Death Cell)."